# Jersey Seniors Open
De Jersey Seniors Classic is een jaarlijks golftoernooi van de Europese Senior Tour sinds 1996. Het is de opvolger van het Jersey Open van de Europese PGA Tour dat t/m 1995 op dezelfde baan gespeeld werd.
De oorspronkelijke naam van het toernooi was het Jersey Seniors Open, in 2001 en 2001 was het de Jersey Seniors Masters en sinds 2003 is het de Jersey Seniors Classic.

## De baan
Het toernooi vindt altijd plaats op de La Moye Golf Club op de Jersey. De baan heeft een par van 72.

La Moye is een baan uit 1902. Hij werd aangelegd door de lokale schoolmeester George Boomer en in 1930 veranderd door James Braid. George Boomer had een stuk land gehuurd, en zette een baan uit met behulp van blikjes en koektrommels. Later gaf hij les aan o.a. Harry Vardon en Ted Ray, en ten slotte werd hij zelf professional op 60-jarige leeftijd. Tijdens de Eerste Wereldoorlog werd de baan vernield. In 1930 werd de baan officieel werd geopend door Harry Vardon. In 1960 werd op advies van Henry Cotton de baan weer gewijzigd. Op La Moye is van 1978-1995 het Jersey Open van de Europese Tour gespeeld.

## De formule
De formule van dit toernooi is bijzonder. De eerste twee dagen spelen 74 professionals samen met een amateur, de derde ronde speler alleen de professionals. De scores van de drie rondes tellen voor het eindtotaal.
In 2001 eindigde het toernooi in een play-off tussen Delroy Cambridge, Denis Durnian en Seiji Ebihara. Er heerste een sterke wind en op de eerste extra hole (hole 17) verdween de afslag van Cambridge in de rough, zodat hij afviel. Op de tweede extra hole (hole 18) misten beide spelers de par, en op de derde extra hole (weer hole 17) won Ebihara met een birdie. Een maand eerder had hij ook het Iers Senior Open gewonnen.
| Jaar | Winnaar           | Score |
| ---- | ----------------- | ----- |
| 1996 | Maurice Bembridge | -14   |
| 1997 | Tommy Horton      | -12   |
| 1998 | Bob Shearer       | -5    |
| 1999 | David Jones       | -8    |
| 2000 | Neil Coles        | -11   |
| 2001 | Seiji Ebihara     | -3    |
| 2002 | Delroy Cambridge  | -11   |
| 2003 | Malcolm Gregson   | -13   |
| 2004 | Jim Rhodes        | -11   |
| 2005 | Sam Torrance      | -11   |
| 2006 | Guillermo Encina  | -7    |
| 2007 | Bobby Lincoln     | -11   |
| 2008 | Tony Johnstone    | -3    |
| 2009 | Delroy Cambridge  | -9    |
| 2010 | Gordon J. Brand   | -1    |